# El águila de fuego
El águila de fuego es una revista musical estrenada en el Teatro Maravillas de Madrid el 19 de enero de 1956. La composición fue de Francis López.

## Argumento
El Conde Claudio Ponteli es un aristócrata que en una cacería es atacado por una extraña águila de fuego. El posadero del refugio donde se aloja le narra la leyenda de un antepasado del conde que tras volver de ua guerra asesinó a su esposa y a una niña que la acompañaba, creyéndola hija de una infidelidad. Desde entonces, la niña deambula por los páramos de la zona, con cuerpo de hembra durante el día y de feroz ave rapaz en las noches, atacando a los descendientes de la saga que la asesinó. Claudio, entonces, decide encontrar a la criatura, que sólo podrá superar el maleficio si uno de los descendientes del inicial Polenti muere o bien se enamora de ella. Celinda, la muchacha, accede a la propuesta de Claudio de acompañarla en sociedad. Ambos terminan enamorados, rompiendo así el maleficio.

## Números musicales
- El águila de fuego
- Vivir, vivir, vivir
- Arisca condesa
- Las vespas
- Todas son iguales
- Chachachá de la risa
- Todo va bien
- Seré feliz
- ¡Pim, pam, pum!
- Capri
- Dolce Bambina
- Quiere el amor primavera
- Brindo
- Desde que se ha ido esa mujer
- Al volverte a encontrar
- ¡Viva la vida!
- ¡Viva Madrid!
- El cazar es un gran placer

## Reparto
La obra se estrenó con Celia Gámez al frente del reparto, acompañada por Lalo Maura, Manolito Díaz, Olvido Rodríguez, Pepe Bárcenas y Licia Calderón.
La versión para Televisión española del espacio La comedia musical española (1985) fue con actuación de Concha Velasco, Paco Valladares, Pedro Osinaga, Rosa Valenty, Mayrata O'Wisiedo y Francisco Cecilio.
El 26 de octubre de 1995 se emitió una nueva versión, también en TVE, para el espacio La Revista y en este caso con  María José Cantudo, María Abradelo, Alberto Closas Jr., Juan Carlos Gascón, Emilio Linder y Miguel de Grandy.